# アフリカネイションズチャンピオンシップ
アフリカネイションズチャンピオンシップ（仏: Championnat d'Afrique des Nations, 英: CAF African Nations Championship、略称: CHAN）は、アフリカサッカー連盟（CAF）が主催する、ナショナルチームによるサッカーの国際大会である。2007年9月11日にCAFより大会の開催発表が行われた。

## 概要
この大会においては、各国・地域の代表として参加させることのできる選手が、「当該シーズンにその国内の大会で競技をしている選手」に限定されている。国外で競技している選手は、仮にアフリカの別の国・地域で競技している場合であっても参加できない。
この大会は2年に1回、アフリカネイションズカップの中間年に開催されることとなっている。第1回大会は2009年にコートジボワールで開かれ、コンゴ民主共和国代表が優勝した。第2回大会は2011年にスーダンで開かれ、国内でジャスミン革命が起きている最中であるチュニジア代表が優勝を果たした。

### 大会設立の経緯
アフリカでは、収入やメディアへの注目度から、国内の大会から多くのトッププレイヤーが離れ、国内の大会が弱体化することがしばしば見受けられた。これに対し、各国の大会を強化すべくこの大会が設立された。
CAFは、自国内の大会で戦う選手に、代表として選出されることの喜びを知ってもらうこと、そしてひいては、アフリカネイションズカップでもこのような選手が選出されるようになることを目指している。

## 開催方式

### 予選
第1回大会は8チームが本大会に出場する事となり、地域別の予選が行われた。
- 北地区：1チーム
- 西地区A：1チーム
- 西地区B：1チーム
- 中部地区：1チーム
- 東地区：1チーム
- 南地区：2チーム
- 開催国：1チーム

第2回大会では、16チームが本大会に出場する。

### 本大会
2009年大会は以下の方式で行われた。
- 参加8チームを4チームずつ2組に分けて総当たりのリーグ戦を行う。
- 各組上位2チームで決勝トーナメントを行う。
- 準決勝はグループAの1位 - グループBの2位、グループAの2位 - グループBの1位 の組み合わせで行う。

## 結果
| 回 | 開催年 | 開催国                     |                  | 決勝戦           | 決勝戦       | 決勝戦           |                  | 3位決定戦    | 3位決定戦 | 3位決定戦 |  | 出場 国数 |
| 回 | 開催年 | 開催国                     | 優勝             | 結果             | 準優勝       | 3位              | 結果             | 4位          |           |           |  | 出場 国数 |
| -- | ------ | -------------------------- | ---------------- | ---------------- | ------------ | ---------------- | ---------------- | ------------ | --------- | --------- |  | --------- |
| 1  | 2009年 | コートジボワール           |                  | コンゴ民主共和国 | 2 - 0        | ガーナ           |                  | ザンビア     | 2 - 1     | セネガル  |  | 8         |
| 2  | 2011年 | スーダン                   | チュニジア       | 3 - 0            | アンゴラ     | スーダン         | 1 - 0            | アルジェリア | 16        |           |  |           |
| 3  | 2014年 | 南アフリカ共和国           | リビア           | 0 - 0 (PK 4 - 3) | ガーナ       | ナイジェリア     | 1 - 0            | ジンバブエ   | 16        |           |  |           |
| 4  | 2016年 | ルワンダ                   | コンゴ民主共和国 | 3 - 0            | マリ         | コートジボワール | 2 - 1            | ギニア       | 16        |           |  |           |
| 5  | 2018年 | モロッコ                   | モロッコ         | 4 - 0            | ナイジェリア | スーダン         | 1 - 1 (PK 4 - 2) | リビア       | 16        |           |  |           |
| 6  | 2020年 | カメルーン                 | モロッコ         | 2 - 0            | マリ         | ギニア           | 2 - 0            | カメルーン   | 16        |           |  |           |
| 7  | 2022年 | アルジェリア               | セネガル         | 0 - 0 (PK 5 - 4) | アルジェリア | マダガスカル     | 1 - 0            | ニジェール   | 17        |           |  |           |
| 8  | 2024年 | ケニア タンザニア ウガンダ |                  |                  |              |                  |                  |              | 19        |           |  |           |

## 統計

### 代表別通算成績
| 順 | 国・地域名       | 優 | 準 | 三 | 四 | 計 |
| -- | ---------------- | -- | -- | -- | -- | -- |
| 1  | コンゴ民主共和国 | 2  | 0  | 0  | 0  | 2  |
| 1  | モロッコ         | 2  | 0  | 0  | 0  | 2  |
| 3  | リビア           | 1  | 0  | 0  | 1  | 2  |
| 3  | セネガル         | 1  | 0  | 0  | 1  | 2  |
| 5  | チュニジア       | 1  | 0  | 0  | 0  | 1  |
| 6  | ガーナ           | 0  | 2  | 0  | 0  | 2  |
| 6  | マリ             | 0  | 2  | 0  | 0  | 2  |
| 8  | ナイジェリア     | 0  | 1  | 1  | 0  | 2  |
| 9  | アルジェリア     | 0  | 1  | 0  | 1  | 2  |
| 10 | アンゴラ         | 0  | 1  | 0  | 0  | 1  |
| 11 | スーダン         | 0  | 0  | 2  | 0  | 2  |
| 12 | ギニア           | 0  | 0  | 1  | 1  | 2  |
| 13 | ザンビア         | 0  | 0  | 1  | 0  | 1  |
| 13 | コートジボワール | 0  | 0  | 1  | 0  | 1  |
| 13 | マダガスカル     | 0  | 0  | 1  | 0  | 1  |
| 16 | ジンバブエ       | 0  | 0  | 0  | 1  | 1  |
| 16 | カメルーン       | 0  | 0  | 0  | 1  | 1  |
| 16 | ニジェール       | 0  | 0  | 0  | 1  | 1  |

- データは2022年大会終了時点
- 太字は優勝経験のある国・地域で、太数字は最多記録
- 国・地域名は現在の名称で統一した

### 優勝回数
| 回数 | 国名             | 優勝年    |
| ---- | ---------------- | --------- |
| 2回  | コンゴ民主共和国 | 2009,2016 |
| 2回  | モロッコ         | 2018,2020 |
| 1回  | チュニジア       | 2011      |
| 1回  | リビア           | 2014      |
| 1回  | セネガル         | 2022      |